# Béatrix III de Bigorre
Stéphanie de Marsan ou de Bigorre est une vicomtesse de Marsan et une comtesse de Bigorre de 1178 à 1194 sous le nom de Béatrix III de Bigorre. Elle était fille de Centulle III, comte de Bigorre, et de Matelle des Baux.  Elle est l'ancêtre au quatorzième degré du roi de France Henri IV.

## Biographie
Pour mettre fin à la rivalité entre les comtés de Bigorre et de Comminges, son père l’avait fiancée au comte Bernard IV de Comminges. Le mariage est célébré en 1180 et Bernard IV prend possession de la Bigorre et du Val d'Aran. Il se place ainsi sous la suzeraineté d’Alphonse II, roi d’Aragon et le comte de Barcelone, et refuse ainsi l’aide militaire qu’il doit à son autre suzerain, Raymond V, comte de Toulouse qui lutte en Provence contre le comte de Barcelone.
En 1192, Bernard IV répudie son épouse et l’exile avec sa fille en Bigorre, tout en gardant le contrôle du comté. Mais le roi Alphonse II d’Aragon n’est pas de cet avis, et intervient, oblige Bernard à renoncer à la Bigorre en faveur de sa fille Pétronille, dont il est le tuteur. Il la fiance à l'un de ses vassaux, le vicomte Gaston VI de Béarn, à qui il donne le comté de Bigorre tout en gardant le val d'Aran pour lui-même. Le mariage est célébré le 1er juin 1195.

## Mariages et enfants
Elle a été mariée en premières noces à Pierre, vicomte de Dax, qui meurt peu après sans que des enfants soient nés du mariage.
Elle se remarie en 1180 avec Bernard IV († 1225), comte de Comminges, et donne naissance à :
- Pétronille († 1251), comtesse de Bigorre et vicomtesse de Marsan.